# Ушачки рејон
Учашки рејон (блр. Ушацкі раён; рус. Ушачский район) административна је јединица другог нивоа у централном делу Витепске области на северозападу Републике Белорусије. 
Административни центар рејона је варошица Ушачи.

## Географија
Ушачки рејон обухвата територију површине 1.489,38 км² и на 16. месту је по површини међу рејонима Витепске области. Граничи се са Полацким рејоном на северу, Шумилинским и Бешанковичким на истоку, на југу је Лепељски, а на западу Докшички и Глибочки рејони. 
Највећи део територије рејона лежи у подручју Ушачко-Лепељског побрђа, док је мањи део територије у области Полацке низије. Највећи део рејона лежи на надморским висинама између 140 и 180 метара. Највиша тачка лежи на висини од 239 метара, док је најнижа тачка на 127 метара (на нивоу језера Јанова). 
Основна карактеристика рејона је велика раширеност водених површина, од чега је под мочварама око 0,5% површина, док језера заузимају укупно 77 км² (укупно 178 језера). Највећи део језера припада групи Ушачких језера. Најважнији водоток је река Западна Двина са својим притокама Ушачом и Турављанком (која се још назива и Дзивом). 
Под шумама је око 41% територије.

## Историја
Ушачки рејон је успостављен 17. јула 1924. године и првобитно је био део Полацког округа. Једно картко време, у периоди јун 1935—јануар 1938. био је делом Лепељског округа. 
У границама Витепске области је од јануара 1938. године (изузев периода 1944—1954. када је био делом Полацке области). Привремено је распуштен крајем децембра 1962, да би поново био успостављен 4 године касније, 30. јула 1966. године. 

## Демографија
Према резултатима пописа из 2009. на том подручју стално је било насељено 15.970 становника или у просеку 11 ст/км².
| 1959.  | 1970.  | 1979.  | 1989.  | 1999.  | 2009.  | 2014.   |
| ------ | ------ | ------ | ------ | ------ | ------ | ------- |
| 35.154 | 30.981 | 26.474 | 23.568 | 21.538 | 15.970 | 14.251* |

Напомена: * према процени националног завода за статистику.
Основу популације чине Белоруси са 94,83% и Руси са 3,99% док остали чине 1,18% популације. 
Административно, рејон је подељен на подручје варошице Ушачи која је уједно и административни центар и на 7 сеоских општина. На територији рејона постоји укупно 257 насељених места. 

## Саобраћај
Преко територије рејона пролази важан друмски магистрални правац Р46 на релацији Полацк—Лепељ—Минск.